# Melkmeisjesbrug
De Melkmeisjesbrug (brug 16) is een vaste brug in Amsterdam-Centrum.
Deze voetgangersbrug is gelegen in de oostelijke kade van de Herengracht en overspant de Brouwersgracht. De westelijke kade heeft in brug 17 een overspanning over de Brouwersgracht. Aan beide grachten staan hier gemeentelijke en rijksmonumenten.
Er ligt hier al eeuwenlang een brug. Balthasar Florisz. van Berckenrode (1625), Joan Blaeu (1649) en Daniël Stalpaert (1662) tekenden haar in op hun kaarten. De moderne geschiedenis van de brug begint in 1883. Een voetgangersophaalbrug werd toen vervangen door een vaste brug. Dat kon omdat de scheepvaart hier grotendeels was beëindigd. Toch bleek de doorvaart te smal. De landhoofden en brug werden in 1903 vernieuwd door de aanleg  van een zogenaamde paraboolliggerbrug met ijzeren sikkelliggers. De brug oogde rank en paste goed in het straatbeeld. Ook de nieuwe versie van de brug, dit maal van staal, uit 1966 vertoont die eigenschappen.
De brug is vernoemd naar de melkmarkt die hier ooit werd gehouden. Later kwam hier een horeca-gelegenheid die als uithangbord een beeltenis had van een melkmeisje. De brug is vermoedelijk de plaats waar het eerste (type) Amsterdammertje geplaatst is.

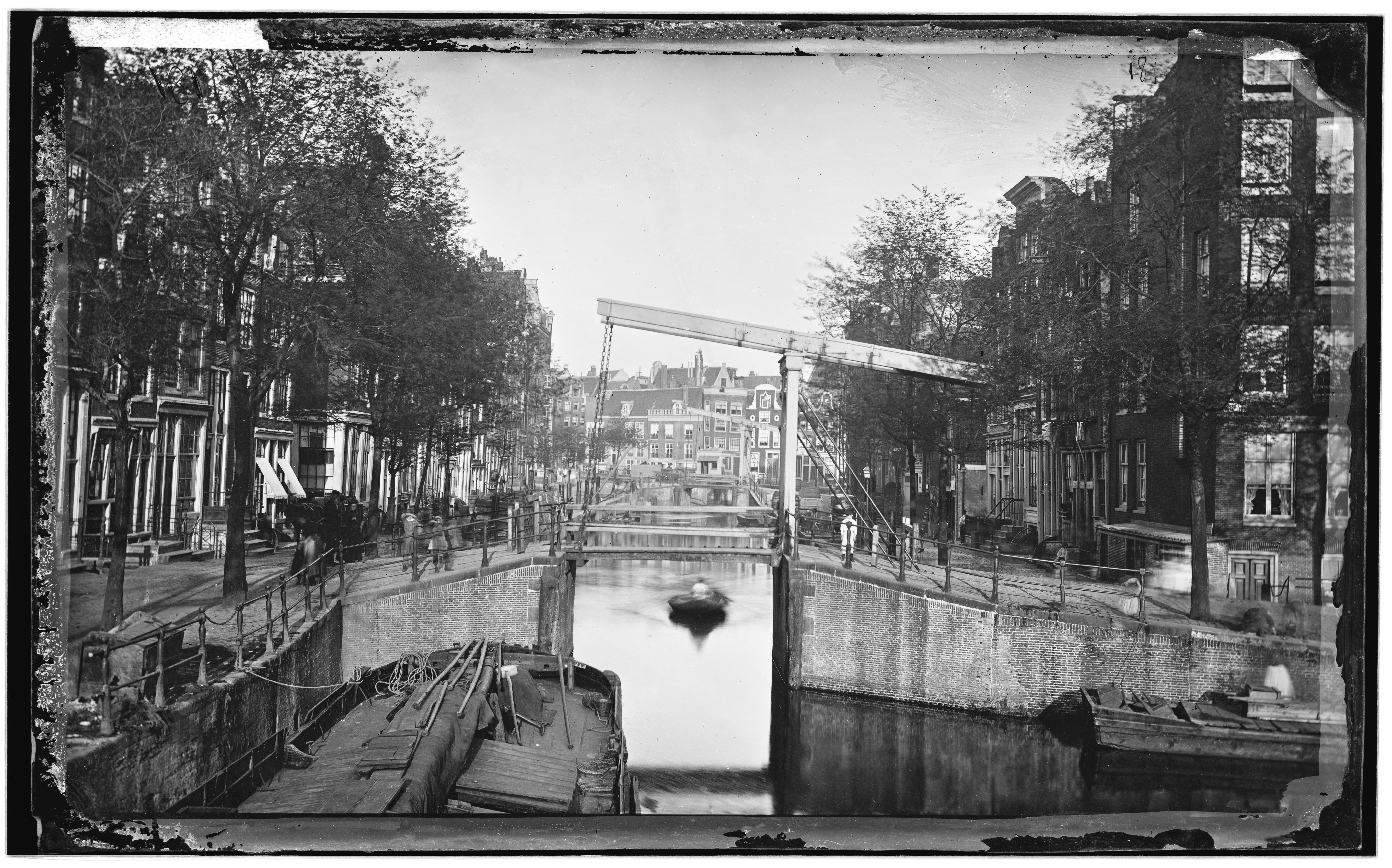
De ophaalbrug die tot 1880 dienstdeed
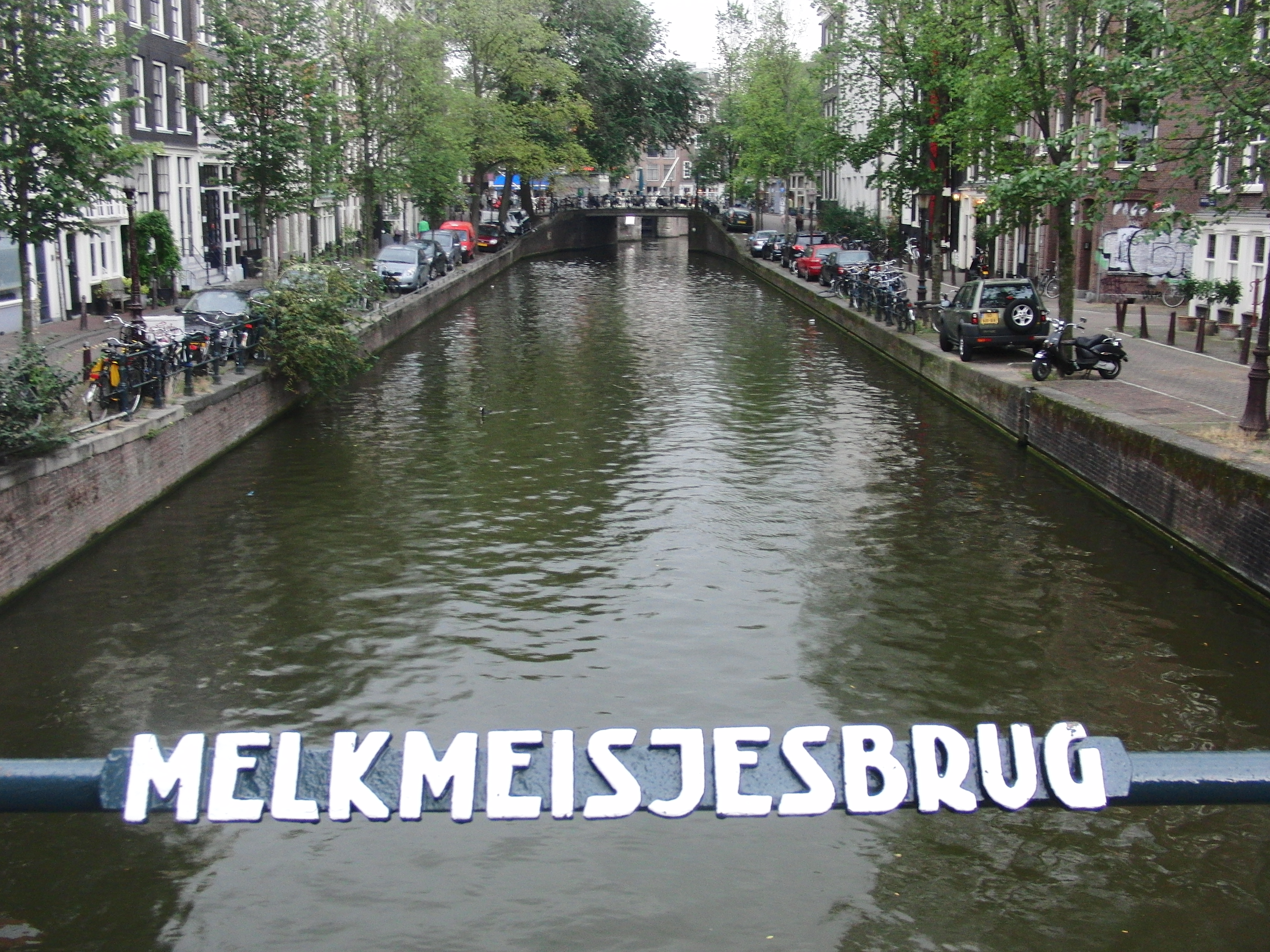
Zicht op de gracht (2009)

1 · 2 · 3 · 4 · 5 · 6 · 7 · 8 · 9 · 10 · 11 · 12 · 13 · 14 · 15 · 16 · 17 · 18 · 19 · 20 · 21 · 22 · 23 · 24 · 25 · 26 · 27 · 28 · 29 · 30 · 31 · 32 · 34 · 35 · 36 · 37 · 38 · 39 · 40 · 41 · 42 · 43 · 44 · 45 · 46 · 47 · 48 · 49 · 50 · 51 · 52 · 53 · 54 · 55 · 56 · 57 · 58 · 59 · 60 · 61 · 62 · 63 · 64 · 65 · 66 · 67 · 68 · 69 · 70 · 71 · 72 · 73 · 74 · 75 · 76 · 77 · 78 · 79 · 80 · 81 · 82 · 84 · 85 · 86 · 87 · 88 · 89 · 90 · 91 · 92 · 93 · 94 · 95 · 96 · 97 · 98 · 99 · >>>
Brugnummers 33 en 83 zijn niet (meer) vergeven